# Cerastium terrae-novae
Cerastium terrae-novae là loài thực vật có hoa thuộc họ Cẩm chướng. Loài này được Fernald & Wiegand mô tả khoa học đầu tiên năm 1920.